# Thế giới hôn nhân
Thế giới hôn nhân (tiếng Hàn: 부부의 세계; Hanja: 夫婦의 世界; Romaja: Bubu-ui Segye; dịch nghĩa đen: "Couple's World") là một bộ phim truyền hình Hàn Quốc năm 2020, với sự tham gia của Kim Hee-ae, Park Hae-joon và Han So-hee. Nó kể một câu chuyện về một cặp vợ chồng rơi vào vòng xoáy bế tắc khi tình yêu bị đáp trả bởi sự phản bội. Được dựa trên loạt phim truyền hình Doctor Foster của BBC One, với sự tham gia của Suranne Jones. Bộ phim được phát sóng trên kênh JTBC vào thứ Sáu và thứ Bảy hàng tuần lúc 22:50 (KST) từ ngày 27 tháng 3 đến ngày 16 tháng 5 năm 2020. Tại Việt Nam, phim được phát sóng lúc 20:00 thứ 7 và chủ nhật hàng tuần từ 16/5/2020 trên kênh K + NS (nay là K + LIFE) với độ dài 32 tập, 12:30 từ thứ 2 đến thứ 7 hàng tuần từ 9/11/2020 trên kênh HTV7 với độ dài 55 tập (25 phút/tập), 12:00 hằng ngày từ 25/3/2021 đến 23/4/2021 trên kênh VTVcab1 - Vie Giải Trí với độ dài 30 tập (45 phút/tập).
Thế giới hôn nhân là bộ phim truyền hình Hàn Quốc có tỷ suất người xem cao nhất trong lịch sử truyền hình cáp, vượt qua kỷ lục của bộ phim Lâu đài tham vọng với tập cuối ghi nhận tỷ suất người xem là 28,371% trên toàn quốc. Bộ phim cũng ghi nhận tỷ suất người xem trung bình cao nhất cho một bộ phim truyền hình trên truyền hình cáp với tỷ suất người xem trung bình là 18,829%. Bộ phim nhận được nhiều lời khen ngợi từ giới phê bình cho phần kịch bản, cũng như sự chỉ đạo của đạo diễn và lối diễn xuất của các diễn viên trong bộ phim.

## Nội dung
Ji Sun-woo (Kim Hee-ae) là bác sĩ y khoa gia đình. Cô kết hôn với Lee Tae-oh (Park Hae-joon) và họ có một đứa con trai. Cô ấy dường như có tất cả mọi thứ, bao gồm một sự nghiệp thành công, và một gia đình hạnh phúc, nhưng cô không hề biết rằng, cô đã bị phản bội bởi chồng, và bạn bè của mình.
Trong khi đó, Lee Tae-oh mơ ước trở thành một đạo diễn phim nổi tiếng. Anh điều hành một doanh nghiệp giải trí với sự hỗ trợ của vợ. Mặc dù anh yêu vợ mình, nhưng Lee Tae-oh lại rơi vào một mối quan hệ nguy hiểm.

## Diễn viên

### Diễn viên chính
- Kim Hee-ae vai Ji Sun-woo

Ji Sun-woo sinh ra trong một gia đình đủ đầy vật chất, và tinh thần, cha là giáo viên, và mẹ là y tá. Năm 17 tuổi, cô mất cả cha lẫn mẹ trong một tai nạn xe hơi, và phải tự bảo vệ mình trước những thử thách, khó khăn của cuộc sống. Sau khi nỗ lực hết sức thi đỗ vào một trường đại học Y ở Seoul, và trở thành bác sĩ, Sun-woo kết hôn, xây dựng tổ ấm, và sự nghiệp tại quê nhà của chồng. Cô có cuộc sống viên mãn đến không tưởng, người chồng ấm áp luôn yêu thương vợ, cậu con trai ngoan ngoãn giỏi giang, và công việc ổn định, có danh vọng, địa vị trong xã hội. Mọi thứ diễn ra quá suôn sẻ, và dễ dàng, hạnh phúc trong tay cô tưởng như đã quá đỗi vững vàng. Nhưng đó là trước khi cô biết được sự thật đau lòng.
Mọi chuyện bắt đầu khi Sun-woo phát hiện trên chiếc khăn quàng cổ của chồng có dính một sợi tóc dài, trong khi cô lại để tóc ngắn. Với linh tính của người phụ nữ, cô bắt đầu nghi ngờ chồng, và theo dõi những mối quan hệ, những người phụ nữ xung quanh chồng, để rồi hoàn toàn gục ngã khi biết điều mình nghi ngờ là chính xác. Cuộc sống hoàn hảo trong phút chốc bỗng sụp đổ. Người chồng cô luôn tin tưởng bấy lâu nay đã phản bội cô.
- Park Hae-joon vai Lee Tae-oh

Lee Tae-oh là người sống mơ mộng không thực tế, thiên về tình cảm hơn lý trí. Anh là mẫu đàn ông thích hợp để hẹn hò, bởi sự mềm yếu trong anh được áp dụng triệt để cho những điều lãng mạn trong tình yêu. Sau 8 năm ròng rã làm phó đạo diễn, anh đã ra mắt bộ phim điện ảnh mang thương hiệu riêng, nhưng lại không được khán giả đón nhận. Sau khi kết hôn, viện lý do cần tập trung viết kịch bản nên anh không làm công việc nào khác, sau đó thành lập công ty giải trí nhờ sự hỗ trợ của vợ là  Sun-woo. Tae-ohh nhận tổ chức các buổi biểu diễn, và sự kiện khác nhau của chính quyền địa phương để duy trì hoạt động công ty. Hiện tại, anh đang sản xuất phim sau khi nhận nguồn vốn từ Quỹ quảng bá văn hóa của địa phương.
Luôn mơ ước trở thành đạo diễn nổi tiếng của một tác phẩm bom tấn điện ảnh, nhưng thay vì đầu tư sáng tác kịch bản, Tae-oh chỉ tập trung tìm kiếm nguồn tài trợ, nên người ta mới nói anh với cao hơn khả năng thực sự của bản thân. Trong khi đó, Tae-oh lại cố gắng phủ nhận nhờ danh tiếng của vợ nên anh mới dễ dàng nhận được nguồn tài trợ. Có lẽ chính nỗi mặc cảm khó giãi bày ấy đã khiến anh cố tình phớt lờ vai trò của vợ, nêu cao vai trò đóng góp cho phát triển kinh tế địa phương thông qua dự án quảng bá làn sóng Hàn Quốc của anh. Tae-oh khao khát được người khác công nhận thành công của anh là nhờ vào năng lực bản thân, chứ không phải do người vợ tài giỏi. Tuy vậy, Tae-oh vẫn rất yêu vợ, vì anh hiểu Sun-woo là người phụ nữ hoàn hảo, giỏi giang, và là người mẹ tuyệt vời.
Trong một bữa tiệc liên hoan sau buổi diễn với các nhân viên, anh đã gặp Yeo Da-kyung. Một sự hồi hộp rung động khác hẳn với cảm giác an toàn ổn định với người vợ của mình. Tae-oh cảm thấy tự tin khi đứng trước người phụ nữ xinh đẹp trẻ trung, xem anh là doanh nhân thành đạt. Đương nhiên, không phải anh không cảm nhận được cảm giác tội lỗi, và ngay từ đầu anh cũng không kỳ vọng mối quan hệ này sẽ kéo dài. Thế nhưng, anh không biết rằng mối quan hệ vốn chỉ bắt đầu bằng niềm vui chốc lát ấy lại trở nên sâu đậm đến vậy. Giờ đây đối với anh, cả người vợ, và người yêu đều rất cần thiết. Tae-oh cảm thấy hạnh phúc, mặc dù phải sống trong lo sợ.
- Han So-hee vai Yeo Da-kyung[12]

Yeo Da-kyung là cô con gái độc nhất của một gia đình giàu có, lớn lên trong nhung lụa không thiếu bất cứ thứ gì. Thừa hưởng vẻ đẹp từ người mẹ từng tham gia cuộc thi sắc đẹp, và sự giàu có từ cha, dường như cô không biết sợ là gì. Cô theo học chuyên ngành múa đương đại chỉ vì sở thích mặc quần áo đẹp, sau đó mới nhận ra mình học ngành này chỉ để thỏa mãn giấc mơ chưa đạt được của mẹ. Da-kyung không có bất kỳ niềm đam mê hay tài năng nào. Sau khi đạt được tấm bằng đại học, cô đã từ bỏ nghiệp múa. Giờ đây, cô là giáo viên dạy Pilates nhưng chỉ coi đây là công việc làm thêm. Cuộc sống của cô không mục đích, không ước mơ. Chỉ cần Da-kyung biết mình muốn gì, cô có thể xây dựng ngay sự nghiệp riêng nhờ sự hỗ trợ từ cha. Chính vì vậy, khác với những người bạn đồng lứa, hễ muốn là được nên cô không hề biết đến khao hát hay ham muốn là gì. Không biết có phải vì lối sống không cần bon chen hay không mà sự ngây thơ đã dẫn cô đi sai hướng. Da-kyung không muốn quen bạn trai đồng lứa mà lại đắm chìm vào mối quan hệ với Tae-oh, một người đàn ông ngọt ngào, từng trải đời, và đã có gia đình.
- Park Sun-young vai Go Ye-rim

Go Ye-rim sinh ra trong một gia đình giàu có ở Seoul, tính cách trầm lặng, thân thiện, và dễ mến. Cũng giống với Sun-woo, cô kết hôn, và định cư tại một địa phương khác. Do chồng cô, và chồng của Sun-woo là bạn học, nên vợ chồng cô qua lại gần gũi với vợ chồng Sun-woo rất tự nhiên. Theo học chuyên ngành piano, mỗi khi rảnh rỗi, cô lại dạy đàn cho trẻ em trong khu phố. Chính vì vậy, cô được người dân xung quanh rất yêu mến. Sớm phát hiện chồng ngoại tình, đã có lúc cô lục lọi điện thoại của chồng, gắn hệ thống theo dõi GPS lên xe, cài đặt thiết bị nghe lén để tìm hiểu danh tính người phụ nữ đó. Nhưng thu thập được chứng cứ cũng chẳng có tác dụng gì, vì cô biết chồng mình sẽ sớm đi tìm một người phụ nữ khác. Cô hiểu rằng đó là một căn bệnh không dễ gì chữa được.
- Kim Young-min vai Son Je-hyuk

Chồng của Go Ye-rim, kế toán, bạn ở quê của Lee Tae-oh, đồng thời là bạn của Lee Tae-oh và Ji Sun-woo. Anh yêu người vợ điềm tĩnh, và chung thủy của mình, nhưng lại dễ dàng chán nản. Anh thường xuyên ngoại tình, và sử dụng tính chất công việc của mình như một cái cớ để về nhà muộn. Khi anh lén lút ngoại tình, cuối cùng anh đã phải lòng Sun-woo.
- Chae Gook-hee vai Seol Myung-sook

Một bác sĩ phụ khoa tại bệnh viện Tình Yêu Gia đình, là và một người bạn thân của Lee Tae-oh và Ji Sun-woo. Cô đã che giấu việc ngoại tình của Tae-oh với đồng nghiệp của mình là Sun-woo. Myung-sook là một phụ nữ độc thân chưa bao giờ có mối quan hệ nghiêm túc với một người đàn ông. Cô là một người phụ nữ hai mặt sẽ phản bội bất cứ ai mà cô tuyên bố là "bạn bè" để có được bất cứ thứ gì cô ấy muốn. Cô luôn đâm sau lưng Sun-woo để có thể lên chức Phó viện trưởng tại bệnh viện.
- Lee Geung-young vai Yeo Byung-gyu

Cha của Yeo Da-kyung, và chồng của Uhm Hyo-jung. Byung-gyu là một người rất có ảnh hưởng ở thành phố Gosan, và không có ai dám chống lại ý muốn của ông. Cùng với sự giàu có của mình, ông cũng có mối quan hệ mạnh mẽ với các quan chức địa phương và chính trị gia. Ông sẵn sàng làm mọi thứ trong khả năng của mình để làm cho con gái mình hạnh phúc.
- Kim Sun-kyung vai Uhm Hyo-jung

Mẹ của Yeo Da-kyung, và vợ của Yeo Byeong-gyu. Bởi vì Hyo-jung muốn điều tốt đẹp nhất cho con gái mình, bà sẵn sàng hãm hại bất kì ai dám cản trở con đường của Da-kyung, kể cả Ji Sun-woo.
- Jeon Jin-seo vai Lee Joon-young

Con trai của Ji Sun-woo, và Lee Tae-oh. Joon-young gần gũi với bố hơn vì Ji Sun-woo luôn bận kiếm tiền. Vì cậu là nạn nhân chính trong việc ly hôn của cha mẹ, cậu luôn phải đối mặt với sự rối loạn cảm xúc của chính mình.
- Shim Eun-woo vai Min Hyun-seo

Một nhân viên pha chế bị bạn trai, Park In-kyu lạm dụng thể xác lẫn tinh thần. Sau khi quen biết Sun-woo, cô kết bạn với cô, và giúp Sun-woo khám phá ra mối quan hệ phức tạp của Tae-oh với Da-kyung, trong khi Sun-woo cố gắng giúp Hyun-seo trốn thoát khỏi người bạn trai vũ phu của mình.

### Người ở bệnh viện tình yêu gia đình
- Lee Moo-saeng vai Kim Yoon-ki[13]

Một bác sĩ, và chuyên gia trong khoa phẫu thuật thần kinh tại bệnh viện Tình Yêu Gia đình. Sau khi kết bạn với đồng nghiệp Sun-woo, anh luôn bảo vệ cô từ xa, và trở thành một điểm tựa vững chắc cho cô.
- Park Choong-sun vai Ma Kang-seok

Một bác sĩ tại bệnh viện Tình Yêu Gia đình.
- Jung Jae-sung vai Kong Ji-cheol

Giám đốc bệnh viện Tình Yêu Gia đình.
- Kim Jong-tae vai Ha Dong-sik

Một bệnh nhân của Ji Sun-woo, người giúp cô khám phá ra chuyện ngoại tình của chồng.
- Kim Ha-neul vai Y tá An
- Yoon Dan-bi vai Y tá Joo Hwa-ni

### Diễn viên phụ
- Seo Yi-sook vai Vợ của chủ tịch Choi
- Lee Hak-joo vai Park In-gyu

Người bạn trai vũ phu của Min Hyun-seo, và một người nhầm lẫn về sự lệ thuộc và sự gắn bó với tình yêu.
- Jo Ah-ra vai Jang Mi-yun

Thư ký của Lee Tae-oh.
- Shin Soo-yeon vai Yoon No-eul

Con gái của Jang Mi-yun, và là bạn học của Lee Joon-young.
- Jung Joon-won vai Cha Hae-kang

Bạn học cùng lớp của Lee Joon-young, và con trai của Cha Do-cheol.
- Park Mi-hyun vai Vợ của Kong Ji-cheol
- Song Hoon vai Sang-hyun
- Choi Beom-ho vai Chủ tịch Choi

## Sản xuất

### Phát triển
Kang Eun-kyung, người đã chấp bút cho các bộ phim truyền hình nổi tiếng như King of Baking, Kim Takgu (2010) và Dr. Romantic (2016-2020), đã tham gia bộ phim như người sáng tạo. Bộ phim được đạo diễn bởi Mo Wan-il, đạo diễn của bộ phim lãng mạn đình đám năm 2018, Misty. Để trả lời các câu hỏi về sự khác biệt giữa bộ phim và bản gốc Doctor Foster  của Anh, Mo Wan-il nói rằng, "Mặc dù bản gốc tập trung nhiều hơn vào nhân vật chính, nhưng để chuyển thể câu chuyện cho bộ phim truyền hình Hàn Quốc, chúng tôi muốn khắc họa nhiều cung bật cảm xúc xung quanh nhân vật chính và những người xung quanh cô ấy." Mo Wan-il sau đó nhấn mạnh rằng, khác với bản gốc, Thế giới hôn nhân không chỉ tập trung vào một nhân vật mà còn tập trung vào các mối quan hệ mà nhân vật nữ chính, Ji Sun-woo, có liên quan.

### Quá trình
Kim Hee-ae và Park Hae-joon đã xác nhận đóng vai chính cho Thế giới hôn nhân vào ngày 30 tháng 9 năm 2019. Park Hae-joon ban đầu đã từ chối bộ phim và nói rằng, "Tôi đã muốn làm điều đó, nhưng tôi lo lắng về việc liệu tôi có thể làm tốt hay không." Trong buổi phỏng vấn với CG Korea, anh tiết lộ rằng anh rất do dự vì những đặc điểm cực đoan mạnh mẽ của nhân vật nam chính, người đã lừa dối vợ của anh. Anh cũng nói rằng anh không cảm thấy tự tin để thể hiện rõ được tính cách mạnh mẽ của nhân vật trong khoảng thời gian ngắn như vậy. Tuy nhiên, cuối cùng anh đã chấp nhận lời đề nghị sau khi nói chuyện với một người bạn.
Sau đó, Han So-hee và Lee Moo-saeng đã xác nhận tham gia bộ phim vào ngày 7 tháng 10 và 4 tháng 12 năm 2019.

### Giới hạn độ tuổi người xem
Đối với các tập từ 1 đến 6, khung giờ phát sóng được cố định vào lúc tối muộn với giới hạn độ tuổi người xem từ 19 tuổi trở lên theo Đạo luật Bảo vệ Trẻ em. Cách khắc họa hình ảnh của bộ phim (về cuộc sống hôn nhân) được cho là quá thực tế để thể hiện cho những người dưới 19 tuổi. Đối với tập 7 và 8, họ đã hạ xuống để cho phép những người từ 15 tuổi trở lên có thể xem. Tuy nhiên, sau khi đối mặt với những lời chỉ trích từ một bộ phận người xem vì đã đưa vào một số phân cảnh bạo lực quá chân thật trong tập 7 và tập 8, nhà sản xuất cho biết bộ phim sẽ được phát sóng với giới hạn độ người xem từ 19 tuổi trở lên bắt đầu từ tập 9 đến tập cuối, để đội ngũ sản xuất có thể nắm bắt được những cảm xúc phức tạp mà các nhân vật sẽ phải đối mặt trong các tập phim trong tương lai.

## Nhạc phim

### Phần 1
| Phát hành vào ngày 28 tháng 3 năm 2020 | Phát hành vào ngày 28 tháng 3 năm 2020 | Phát hành vào ngày 28 tháng 3 năm 2020 | Phát hành vào ngày 28 tháng 3 năm 2020 | Phát hành vào ngày 28 tháng 3 năm 2020 | Phát hành vào ngày 28 tháng 3 năm 2020 |
| STT                                    | Nhan đề                                | Phổ lời                                | Phổ nhạc                               | Nghệ sĩ                                | Thời lượng                             |
| -------------------------------------- | -------------------------------------- | -------------------------------------- | -------------------------------------- | -------------------------------------- | -------------------------------------- |
| 1.                                     | "Lonely Sailing" (고독한 항해)         | Gaemi                                  | Gaemi                                  | Kim Yoon-ah (Jaurim)                   | 4:45                                   |
| 2.                                     | "Lonely Sailing" (Inst.)               |                                        | Gaemi                                  |                                        | 4:45                                   |
| Tổng thời lượng:                       | Tổng thời lượng:                       | Tổng thời lượng:                       | Tổng thời lượng:                       | Tổng thời lượng:                       | 9:30                                   |

### Phần 2
| Phát hành vào ngày 4 tháng 4 năm 2020 | Phát hành vào ngày 4 tháng 4 năm 2020 | Phát hành vào ngày 4 tháng 4 năm 2020 | Phát hành vào ngày 4 tháng 4 năm 2020 | Phát hành vào ngày 4 tháng 4 năm 2020 | Phát hành vào ngày 4 tháng 4 năm 2020 |
| STT                                   | Nhan đề                               | Phổ lời                               | Phổ nhạc                              | Nghệ sĩ                               | Thời lượng                            |
| ------------------------------------- | ------------------------------------- | ------------------------------------- | ------------------------------------- | ------------------------------------- | ------------------------------------- |
| 1.                                    | "Nothing On You"                      | Josh Daniel                           | Gaemi                                 | Josh Daniel                           | 3:09                                  |
| 2.                                    | "Nothing On You" (Inst.)              |                                       | Gaemi                                 |                                       | 3:09                                  |
| Tổng thời lượng:                      | Tổng thời lượng:                      | Tổng thời lượng:                      | Tổng thời lượng:                      | Tổng thời lượng:                      | 6:18                                  |

### Phần 3
| Phát hành vào ngày 11 tháng 4 năm 2020 | Phát hành vào ngày 11 tháng 4 năm 2020 | Phát hành vào ngày 11 tháng 4 năm 2020 | Phát hành vào ngày 11 tháng 4 năm 2020        | Phát hành vào ngày 11 tháng 4 năm 2020 | Phát hành vào ngày 11 tháng 4 năm 2020 |
| STT                                    | Nhan đề                                | Phổ lời                                | Phổ nhạc                                      | Nghệ sĩ                                | Thời lượng                             |
| -------------------------------------- | -------------------------------------- | -------------------------------------- | --------------------------------------------- | -------------------------------------- | -------------------------------------- |
| 1.                                     | "Sad"                                  | Hana                                   | Jeong Sung-min (POPKID) Shin Ji-hoo (Postmen) | Son Seung-yeon                         | 3:37                                   |
| 2.                                     | "Sad" (Inst.)                          |                                        | Jeong Sung-min (POPKID) Shin Ji-hoo (Postmen) |                                        | 3:37                                   |
| Tổng thời lượng:                       | Tổng thời lượng:                       | Tổng thời lượng:                       | Tổng thời lượng:                              | Tổng thời lượng:                       | 7:14                                   |

### Phần 4
| Phát hành vào ngày 17 tháng 4 năm 2020 | Phát hành vào ngày 17 tháng 4 năm 2020 | Phát hành vào ngày 17 tháng 4 năm 2020 | Phát hành vào ngày 17 tháng 4 năm 2020 | Phát hành vào ngày 17 tháng 4 năm 2020 | Phát hành vào ngày 17 tháng 4 năm 2020 |
| STT                                    | Nhan đề                                | Phổ lời                                | Phổ nhạc                               | Nghệ sĩ                                | Thời lượng                             |
| -------------------------------------- | -------------------------------------- | -------------------------------------- | -------------------------------------- | -------------------------------------- | -------------------------------------- |
| 1.                                     | "Just Leave Me" (그냥 나를 버려요)     | Ra.L Naomi                             | Gaemi Ra.L                             | Ha Dong-kyun                           | 4:20                                   |
| 2.                                     | "Just Leave Me" (Inst.)                |                                        | Gaemi Ra.L                             |                                        | 4:20                                   |
| Tổng thời lượng:                       | Tổng thời lượng:                       | Tổng thời lượng:                       | Tổng thời lượng:                       | Tổng thời lượng:                       | 8:40                                   |

### Phần 5
| Phát hành vào ngày 25 tháng 4 năm 2020 | Phát hành vào ngày 25 tháng 4 năm 2020         | Phát hành vào ngày 25 tháng 4 năm 2020 | Phát hành vào ngày 25 tháng 4 năm 2020 | Phát hành vào ngày 25 tháng 4 năm 2020 | Phát hành vào ngày 25 tháng 4 năm 2020 |
| STT                                    | Nhan đề                                        | Phổ lời                                | Phổ nhạc                               | Nghệ sĩ                                | Thời lượng                             |
| -------------------------------------- | ---------------------------------------------- | -------------------------------------- | -------------------------------------- | -------------------------------------- | -------------------------------------- |
| 1.                                     | "Tears Send You Away" (눈물로 너를 떠나보낸다) | Gaemi Ra.L Naomi                       | Gaemi                                  | Huh Gak                                | 4:17                                   |
| 2.                                     | "Tears Send You Away" (Inst.)                  |                                        | Gaemi                                  |                                        | 4:17                                   |
| Tổng thời lượng:                       | Tổng thời lượng:                               | Tổng thời lượng:                       | Tổng thời lượng:                       | Tổng thời lượng:                       | 8:34                                   |

| Phát hành vào ngày 1 tháng 5 năm 2020 | Phát hành vào ngày 1 tháng 5 năm 2020      | Phát hành vào ngày 1 tháng 5 năm 2020 | Phát hành vào ngày 1 tháng 5 năm 2020 | Phát hành vào ngày 1 tháng 5 năm 2020 | Phát hành vào ngày 1 tháng 5 năm 2020 |
| STT                                   | Nhan đề                                    | Phổ lời                               | Phổ nhạc                              | Nghệ sĩ                               | Thời lượng                            |
| ------------------------------------- | ------------------------------------------ | ------------------------------------- | ------------------------------------- | ------------------------------------- | ------------------------------------- |
| 1.                                    | "The Days That Were Loved" (사랑했던 날들) | Gaemi Midnight                        | Gaemi Midnight                        | Baek Ji-young                         | 4:01                                  |
| 2.                                    | "The Days That Were Loved" (Inst.)         |                                       | Gaemi Midnight                        |                                       | 4:01                                  |
| Tổng thời lượng:                      | Tổng thời lượng:                           | Tổng thời lượng:                      | Tổng thời lượng:                      | Tổng thời lượng:                      | 8:02                                  |

## Tiếp nhận

### Đánh giá chuyên môn
Thế giới của những người đã kết hônThế giới hôn nhân đã nhận được những lời khen ngợi vì tránh xa cốt truyện trả thù điển hình và thay vào đó tập trung vào các khía cạnh phức tạp của đời sống hôn nhân. Nhà phê bình phim truyền hình Gong Hee-jung nói rằng nó khác với các bộ phim truyền hình khác về xung đột giữa các cặp đôi ở chỗ "miêu tả chặt chẽ tâm lý của các nhân vật trong từng tình huống".

### Phản ứng chung
Thế giới hôn nhân đã trở thành chủ đề bàn tán rộng rãi trong nước vì cốt truyện gây cấn, khó đoán trước, và những kết thúc bỏ lửng. Chỉ sau 12 tập, bộ phim đã trở thành bộ phim truyền hình được xem nhiều nhất trong lịch sử truyền hình cáp Hàn Quốc, theo Nielsen Korea, vượt qua kỷ lục 23,8% trước đó được thiết lập bởi bộ phim nổi tiếng Lâu đài tham vọng của JTBC. Đánh dấu bộ phim có tỷ lệ người xem cao nhất được phát sóng trên kênh truyền hình JTBC, cũng như trong lịch sử truyền hình cáp Hàn Quốc.
Mặc dù bộ phim được dán nhãn R (không dành cho khán giả dưới 18 tuổi), nhưng nó rất được người xem yêu thích vì nội dung chân thực, và kích thích. Do đó, từ khóa "ngoại tình", được coi là một chủ đề nghiêm túc, và hiếm khi được thảo luận trên các kênh truyền hình của Hàn Quốc, và trở thành chủ đề được thảo luận rộng rãi trên các phương tiện truyền thông xã hội. Câu chuyện về sự phân biệt giai cấp tại nơi làm việc cũng đã được chia sẻ rộng rãi trên mạng xã hội, và khiến nhiều phụ nữ chia sẻ về trải nghiệm tiêu cực của họ với các đồng nghiệp nam. Theo The Guardian, bộ phim đã giành được những lời khen ngợi về vai diễn của cuộc sống sau khi ly hôn, và nó phá vỡ cách mà đàn ông thường được miêu tả trong các bộ phim truyền hình Hàn Quốc với các dòng cốt truyện ngụ ý các vấn đề như bất bình đẳng xã hội và bất bình đẳng giới. Đội ngũ sản xuất cũng đã nhận được những đánh giá tích cực về sự sẵn sàng vượt qua các ranh giới không chỉ với câu chuyện mà còn với cách tiếp cận quay phim độc đáo của họ.

## Tranh cãi

### Bạo lực
Bộ phim đã làm dấy lên những lời chỉ trích về một cảnh bạo lực được trình chiếu trong tập 8. Phân đoạn "góc nhìn người thứ nhất" chưa từng có trong tiền lệ được cho là quá bạo lực, và có thể là nguyên nhân gây sang chấn tâm lý cho một số khán giả. Tuy nhiên, đã có một bộ phận khán giả đã khen ngợi phân đoạn "góc nhìn người thứ nhất" là một trải nghiệm mới mẻ và mang tính thử nghiệm trong bối cảnh phim truyền hình Hàn Quốc khi nó giúp khán giả tự trải nghiệm tình huống, và dễ khơi gợi sự lo lắng và hồi hộp hơn.

### Diễn viên nhí
Nam diễn viên nhí Jung Joon-won, người đóng vai Cha Kang-hae, bạn cùng lớp của Lee Joon-young, được cho là đã tham gia uống rượu và hút thuốc lá ở tuổi vị thành niên. Jung Joon-won sinh năm 2004, 16 tuổi tính theo tuổi quốc tế và 17 tính theo tuổi Hàn Quốc. Hình ảnh bắt đầu lan truyền trên mạng từ tài khoản Facebook của Jung Joon-won. Mặc dù Jung Joon-won hiện chỉ là trẻ vị thành niên, nhưng những bức ảnh xuất hiện cho thấy cậu đã tham gia uống rượu và hút thuốc lá với bạn bè. Vào ngày 10 tháng 5, một nhân viên của JTBC đã làm rõ rằng nam diễn viên sẽ không xuất hiện trong 2 tập cuối, đồng nghĩa với việc tập 14 sẽ là tập cuối cùng có sự xuất hiện của cậu.
Vào ngày 10 tháng 5 năm 2020, một cuộc tranh cãi nảy sinh về bài đăng Jeon Jin-seo, người đóng vai Lee Joon-young, đã đăng tải trên Facebook. Các bài viết gây tranh cãi bao gồm một minh họa của một nhân vật nam manhwa giơ ngón giữa bằng cả hai tay, cùng dòng chữ được viết trên nhân vật nam, "Lũ con gái, biến đi" trong ngôn ngữ thô lỗ. Cuộc trò chuyện với bạn bè của cậu trên Facebook cũng được chia sẻ, trong đó nam diễn viên đã sử dụng nhiều từ chửi thề. Vào ngày 11 tháng 5 năm 2020, công ty quản lý của Jeon Jin-seo đã đưa ra một tuyên bố bày tỏ lời xin lỗi của họ, và cho biết rằng cậu là một diễn viên trẻ vẫn đang trưởng thành, và phát triển các tiềm năng của mình, và họ nhận ra rằng họ đã không làm đủ để hướng dẫn cậu. Công ty đảm bảo rằng cùng với người giám hộ của cậu, họ sẽ làm việc chăm chỉ, và hướng dẫn cậu để cậu có thể xây dựng những tiêu chuẩn chính trực về lời nói, và hành động cũng như thái độ của cậu.

## Tỷ lệ người xem
| Mùa | Mùa | Số tập | Số tập | Số tập | Số tập | Số tập | Số tập | Số tập | Số tập | Số tập | Số tập | Số tập | Số tập | Số tập | Số tập | Số tập | Số tập | Trung bình |
| Mùa | Mùa | 1      | 2      | 3      | 4      | 5      | 6      | 7      | 8      | 9      | 10     | 11     | 12     | 13     | 14     | 15     | 16     | Trung bình |
| --- | --- | ------ | ------ | ------ | ------ | ------ | ------ | ------ | ------ | ------ | ------ | ------ | ------ | ------ | ------ | ------ | ------ | ---------- |
|     | 1   | 1.168  | 2.141  | 2.590  | 3.182  | 3.074  | 4.045  | 3.783  | 4.362  | 4.396  | 5.121  | 4.804  | 5.302  | 4.678  | 5.385  | 5.208  | 6.248  | 4.093      |

| 1 | 27 tháng 3 năm 2020 | 6.260%  | 6.786%  |
| 2 | 28 tháng 3 năm 2020 | 9.979%  | 11.023% |
| 3 | 3 tháng 4 năm 2020  | 11.882% | 14.016% |
| 4 | 4 tháng 4 năm 2020  | 13.979% | 16.261% |
| 5 | 10 tháng 4 năm 2020 | 14.676% | 16.118% |
| 6 | 11 tháng 4 năm 2020 | 18.816% | 21.390% |
| 7 | 17 tháng 4 năm 2020 | 18.501% | 21.406% |
| 8 | 18 tháng 4 năm 2020 | 20.061% | 22.276% |
| 9 | 24 tháng 4 năm 2020 | 20.539% | 23.175% |
| 10 | 25 tháng 4 năm 2020 | 22.913% | 25.878% |
| 11 | 1 tháng 5 năm 2020  | 21.122% | 23.986% |
| 12 | 2 tháng 5 năm 2020  | 24.332% | 26.747% |
| 13 | 8 tháng 5 năm 2020  | 21.087% | 23.920% |
| 14 | 9 tháng 5 năm 2020  | 24.307% | 26.841% |
| 15 | 15 tháng 5 năm 2020 | 24.442% | 27.975% |
| 16 | 16 tháng 5 năm 2020 | 28.371% | 31.669% |
| Trung bình | Trung bình          | 18.829% | 21.188% |
| Đặc biệt | 22 tháng 5 năm 2020 | 3.904%  | 4.777%  |
| Đặc biệt | 23 tháng 5 năm 2020 | 4.288%  | 4.534%  |
| - Trong bảng dưới đây, số màu xanh biểu thị cho tỷ lệ người xem thấp nhất, và số màu đỏ biểu thị cho tỷ lệ người xem cao nhất. - Các tập đặc biệt bao gồm các video hậu trường và các cuộc phỏng vấn của các diễn viên. - Bộ phim này được phát sóng trên hệ thống các kênh truyền hình cáp/trả phí nên số lượng người xem thấp hơn so với truyền hình miễn phí (KBS, SBS, MBC và EBC |                     |         |         |

## Giải thưởng và đề cử
| Năm  | Giải thưởng                   | Hạng mục                                           | Đề cử                    | Kết quả   | Nguồn         |
| ---- | ----------------------------- | -------------------------------------------------- | ------------------------ | --------- | ------------- |
| 2020 | 56th Baeksang Arts Awards     | Giải thưởng lớn (Daesang) truyền hình              | Kim Hee Ae               | Đề cử     | [ 35 ]        |
| 2020 | 56th Baeksang Arts Awards     | Đạo diễn xuất sắc nhất (phim truyền hình)          | Mo Wan-il                | Đoạt giải | [ 36 ] [ 37 ] |
| 2020 | 56th Baeksang Arts Awards     | Nữ diễn viên xuất sắc nhất (phim truyền hình)      | Kim Hee-ae               | Đoạt giải | [ 36 ] [ 37 ] |
| 2020 | 56th Baeksang Arts Awards     | Nam diễn viên phụ xuất sắc nhất (phim truyền hình) | Kim Young-min            | Đề cử     | [ 36 ] [ 37 ] |
| 2020 | 56th Baeksang Arts Awards     | Nữ diễn viên mới xuất sắc nhất (phim truyền hình)  | Han So-hee               | Đề cử     | [ 36 ] [ 37 ] |
| 2020 | 2020 Brand of the Year Awards | Nũe diễn viên của năm (Ngôi sao mới nổi)           | Han So-hee               | Đoạt giải | [ 38 ]        |
| 2020 | 2020 Brand of the Year Awards | Nam diễn viên của năm                              | Kim Young-min            | Đoạt giải | [ 38 ]        |
| 2020 | 2020 Brand of the Year Awards | Nữ diễn viên của năm                               | Shim Eun-woo             | Đoạt giải | [ 38 ]        |
| 2020 | 2nd Asia Contents Awards      | Drama châu Á xuất sắc                              | The World of the Married | Đề cử     | [ 39 ] [ 40 ] |
| 2020 | 2nd Asia Contents Awards      | Giải sáng tạo xuất sắc                             | Mo Wan-il                | Đoạt giải | [ 39 ] [ 40 ] |
| 2020 | 2nd Asia Contents Awards      | Nữ diễn viên xuất sắc                              | Kim Hee-ae               | Đoạt giải | [ 39 ] [ 40 ] |
| 2020 | 2nd Asia Contents Awards      | Kịch bản xuất sắc                                  | Joo-hyun                 | Đề cử     | [ 39 ] [ 40 ] |